# Pégomas
Pégomas (Pegomasso in italiano desueto) è un comune francese di 8 143 abitanti situato nel dipartimento delle Alpi Marittime della regione della Provenza-Alpi-Costa Azzurra.

## Storia

### Simboli
L'attuale stemma del comune di Pégomas si blasona:
Charles D'Hozier, nel suo Armorial Général de France pubblicato nel 1696, riportava uno stemma troncato: nel 1º d'oro, alla fascia di verde; nel 2º d'azzurro all'elefante d'oro.
La scelta dell'elefante nello stemma è dovuta al caso poiché, in applicazione di un editto del 1696, il consiglio comunale non aveva presentato nessuna proposta entro i termini previsti, l'Armorial général de France attribuì d'ufficio il simbolo di un elefante.

## Società

### Evoluzione demografica
Abitanti censiti

## Amministrazione

### Gemellaggi
Pégomas è gemellato con:
- Castel San Niccolò, dal 1988